# Свети Йоан Кръстител (Струмица)
„Свети Йоан Кръстител“ (на македонска литературна норма: „Свети Јован Крстител“) е католическа униатска църква в град Струмица, Северна Македония. Църквата е част от източнокатолическата Струмишко-Скопска епархия.
Строежът на църквата започва на 7 юни 2008 г. и е завършен през 2010 г. Новият католически храм със застроена площ 150 квадратни метра, се намира в покрайнините на града на улица „Климент Охридски“ № 236, шосето Радовиш-Струмица-Валандово. Основите на църквата са положени от представителя на Светия престол в Македония, архиепископ Сантос Абрил и Кастельо и от апостолическия екзарх Киро Стоянов.